# Echium boissieri
Echium boissieri  es una especie de plantas perteneciente a la familia de las boragináceas.

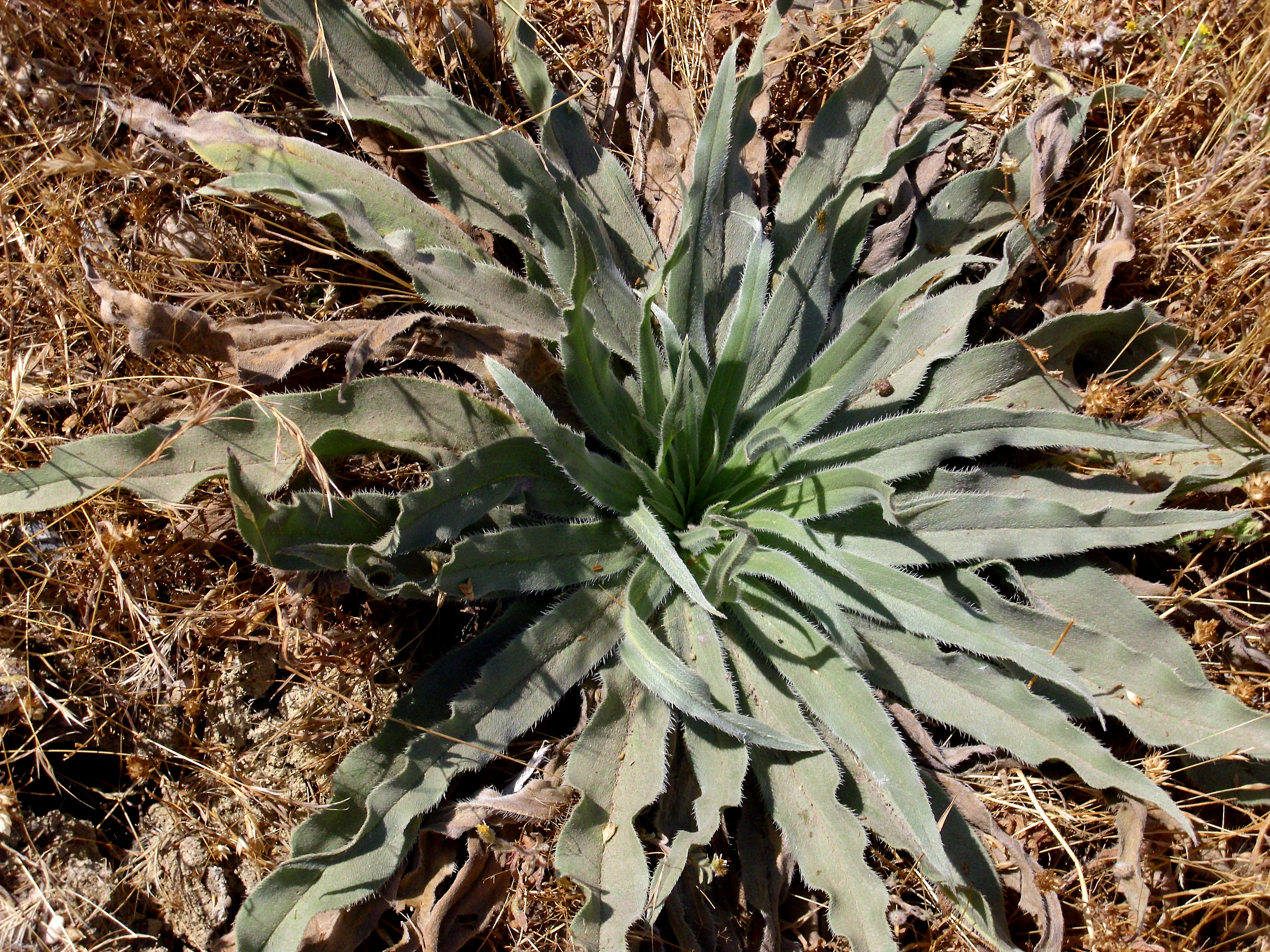
Detalle de la roseta

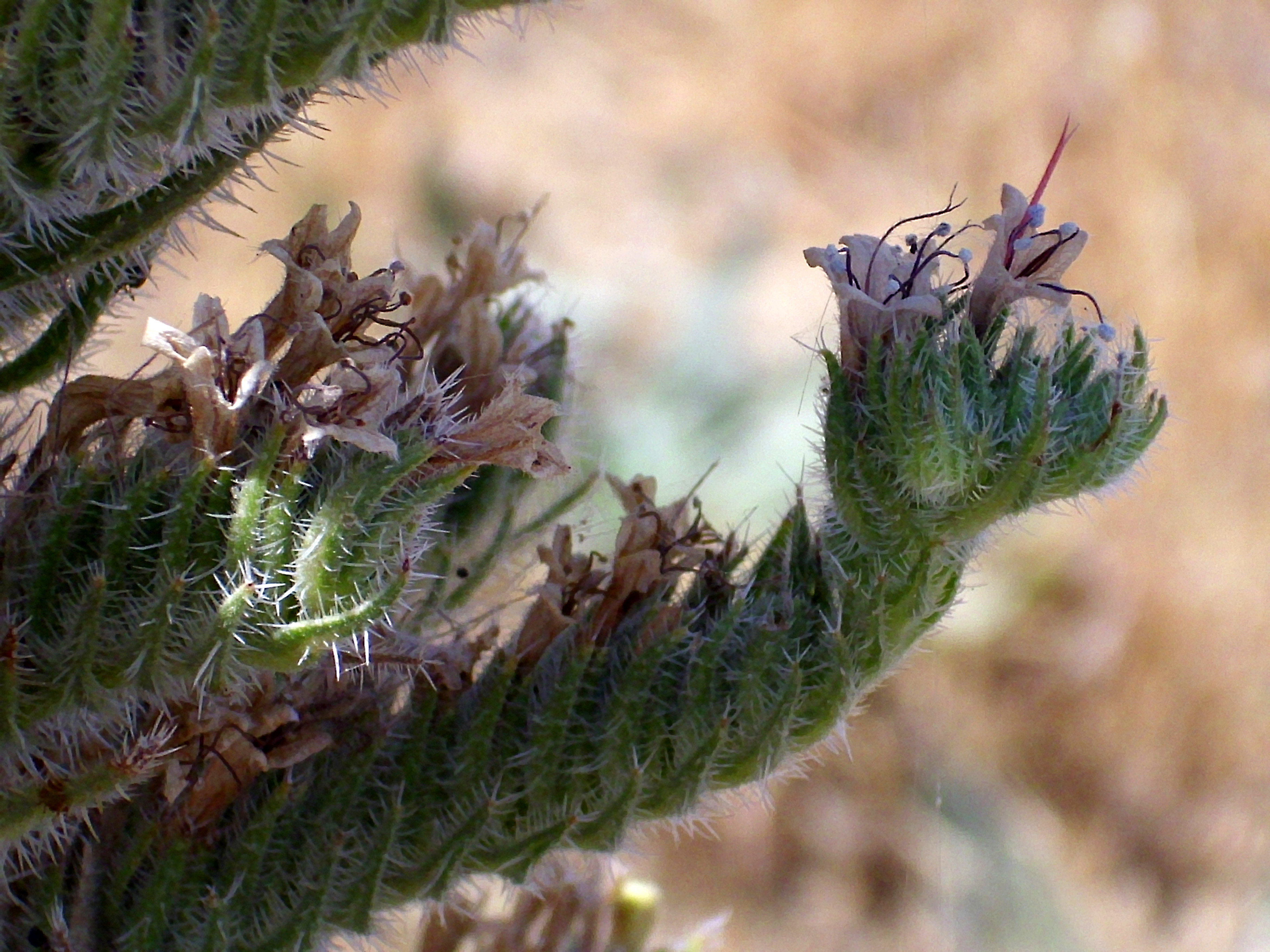
Planta en flor

## Descripción
Planta con una roseta basal de hojas laneoladas y elípticas, distribuyéndose por el escapo otras hojas más pequeñas, acompañantes de las flores de corola embudada, coloreada del rosa al añil. Sobresalen de cada flor sus cinco estambres que poseen filamentos largos y rojizos. Casi toda la planta es híspida e hirsuta con pelos y tricomas casi aleznados. Resulta sumamente conspicua, incluso de lejos, por su lisera florida, generalmente única por cada ejemplar, que puede alcanzar y superar la altura de un hombre.

## Distribución y hábitat
En el sur de la península ibérica y algunas zonas de África del Norte. Coloniza terreras inclinadas y taludes secos. 

## Taxonomía
Echium boissieri fue descrita por Ernst Gottlieb von Steudel  y publicado en Nomencl. Bot. ed. 2, 1: 540 (1840)
Citología
Número de cromosomas de Echium boissieri (Fam. Boraginaceae) y táxones infraespecíficos: n=5
Etimología
Echium: nombre genérico que deriva del griego echium, lo que significa víbora, por la forma triangular de las semillas que recuerdan vagamente a la cabeza de una víbora.
boissieri: epíteto otorgado en homenaje a E.Boissier, el botánico ginebrino que llamó a esta planta Echium pomponium.
Sinonimia
- Echium albicans Schott ex Roem. & Schult.
- Echium glomeratum Boiss.
- Echium lagascae Boiss.
- Echium pomponium Boiss.
- Echium pomponium var. tangerinum Pau
- Echium pomponium var. velutinum Pau[4]

## Nombre común
- Castellano: lenguazas, viborera grande, yerba gigante.[5]